# Seznam dílů seriálu Nesvá
Toto je seznam dílů seriálu Nesvá.

## Přehled řad
| Řada | Díly | Premiéra v USA    | Premiéra v USA     | Premiéra v ČR     | Premiéra v ČR      |
| Řada | Díly | První díl         | Poslední díl       | První díl         | Poslední díl       |
| ---- | ---- | ----------------- | ------------------ | ----------------- | ------------------ |
| 1    | 8    | 9. října 2016     | 27. listopadu 2016 | 10. října 2016    | 28. listopadu 2016 |
| 2    | 8    | 23. července 2017 | 10. září 2017      | 24. července 2017 | 11. září 2017      |
| 3    | 8    | 12. srpna 2018    | 30. září 2018      | 13. srpna 2018    | 1. října 2018      |
| 4    | 10   | 12. dubna 2020    | 14. června 2020    | 13. dubna 2020    | 15. června 2020    |
| 5    | 10   | 24. října 2021    | 26. prosince 2021  | 25. října 2021    | 27. prosince 2021  |

## Seznam dílů

### První řada (2016)
| Č. v seriálu | Č. v řadě | Původní název    | Český název         | Režie            | Scénář                   | Premiéra v USA     | Premiéra v ČR      |
| ------------ | --------- | ---------------- | ------------------- | ---------------- | ------------------------ | ------------------ | ------------------ |
| 1            | 1         | Insecure as Fuck | Kurevsky nesvá      | Melina Matsoukas | Issa Rae a Larry Wilmore | 9. října 2016      | 10. října 2016     |
| 2            | 2         | Messy as Fuck    | Kurevsky složitá    | Cecile Emeke     | Issa Rae                 | 16. října 2016     | 17. října 2016     |
| 3            | 3         | Racist as Fuck   | Kurevsky rasistická | Melina Matsoukas | Dayna Lynne North        | 23. října 2016     | 24. října 2016     |
| 4            | 4         | Thirsty as Fuck  | Kurevsky žíznivá    | Kevin Bray       | Laura Kittrell           | 30. října 2016     | 31. října 2016     |
| 5            | 5         | Shady as Fuck    | Kurevsky pochybná   | Melina Matsoukas | Ben Dougan               | 6. listopadu 2016  | 7. listopadu 2016  |
| 6            | 6         | Guilty as Fuck   | Kurevsky provinilá  | Debbie Allen     | Amy Aniobi               | 13. listopadu 2016 | 14. listopadu 2016 |
| 7            | 7         | Real as Fuck     | Kurevsky opravdová  | Kevin Bray       | Prentice Penny           | 20. listopadu 2016 | 21. listopadu 2016 |
| 8            | 8         | Broken as Fuck   | Kurevsky zničená    | Melina Matsoukas | Issa Rae                 | 27. listopadu 2016 | 28. listopadu 2016 |

### Druhá řada (2017)
| Č. v seriálu | Č. v řadě | Původní název       | Český název        | Režie            | Scénář                            | Premiéra v USA    | Premiéra v ČR     |
| ------------ | --------- | ------------------- | ------------------ | ---------------- | --------------------------------- | ----------------- | ----------------- |
| 9            | 1         | Hella Great         | Kurva dobrý        | Melina Matsoukas | Issa Rae                          | 23. července 2017 | 24. července 2017 |
| 10           | 2         | Hella Questions     | —                  | Melina Matsoukas | Amy Aniobi                        | 30. července 2017 | 31. července 2017 |
| 11           | 3         | Hella Open          | Kurva otevřený     | Marta Cunningham | Dayna Lynne North                 | 6. srpna 2017     | 7. srpna 2017     |
| 12           | 4         | Hella LA            | Kurva LA           | Prentice Penny   | Laura Kittrell                    | 13. srpna 2017    | 14. srpna 2017    |
| 13           | 5         | Hella Shook         | Kurva šok          | Tina Mabry       | Ben Dougan                        | 20. srpna 2017    | 21. srpna 2017    |
| 14           | 6         | Hella Blows         | Kurva kuřba        | Kevin Bray       | Regina Y. Hicks a Ben Corey Jones | 27. srpna 2017    | 28. srpna 2017    |
| 15           | 7         | Hella Disrespectful | Kurva nezdvořilý   | Kevin Bray       | Prentice Penny                    | 3. září 2017      | 4. září 2017      |
| 16           | 8         | Hella Perspective   | Kurva perspektivní | Melina Matsoukas | Issa Rae                          | 10. září 2017     | 11. září 2017     |

### Třetí řada (2018)
| Č. v seriálu | Č. v řadě | Původní název  | Český název         | Režie             | Scénář                      | Premiéra v USA | Premiéra v ČR  |
| ------------ | --------- | -------------- | ------------------- | ----------------- | --------------------------- | -------------- | -------------- |
| 17           | 1         | Better-Like    | Jakože lepší        | Prentice Penny    | Issa Rae                    | 12. srpna 2018 | 13. srpna 2018 |
| 18           | 2         | Familiar-Like  | Jakože známý        | Pete Chatmon      | Amy Aniobi                  | 19. srpna 2018 | 20. srpna 2018 |
| 19           | 3         | Backwards-Like | Jakože zpátky       | Maurice Marable   | Ben Dougan                  | 26. srpna 2018 | 27. srpna 2018 |
| 20           | 4         | Fresh-Like     | Jakože čerstvý      | Stella Meghie     | Dayna Lynne North           | 2. září 2018   | 3. září 2018   |
| 21           | 5         | High-Like      | Jakože sjetá        | Millicent Shelton | Regina Y. Hicks             | 9. září 2018   | 10. září 2018  |
| 22           | 6         | Ready-Like     | —                   | Liesl Tommy       | Laura Kittrell              | 16. září 2018  | 17. září 2018  |
| 23           | 7         | Obsessed-Like  | —                   | Kevin Bray        | Prentice Penny              | 23. září 2018  | 24. září 2018  |
| 24           | 8         | Ghost-Like     | Jakože nerozhodnutá | Regina King       | Issa Rae a Natasha Rothwell | 30. září 2018  | 1. října 2018  |

### Čtvrtá řada (2020)
| Č. v seriálu | Č. v řadě | Původní název         | Český název        | Režie            | Scénář                            | Premiéra v USA  | Premiéra v ČR   |
| ------------ | --------- | --------------------- | ------------------ | ---------------- | --------------------------------- | --------------- | --------------- |
| 25           | 1         | Lowkey Feelin' Myself | Cejtím se skromná  | Kevin Bray       | Issa Rae                          | 12. dubna 2020  | 13. dubna 2020  |
| 26           | 3         | Lowkey Distant        | S mírným odstupem  | Thembi Banks     | Amy Aniobi                        | 19. dubna 2020  | 20. dubna 2020  |
| 27           | 3         | Lowkey Thankful       | Mírně vděčná       | Mark Sadlek      | Phil Augusta Jackson              | 26. dubna 2020  | 27. dubna 2020  |
| 28           | 4         | Lowkey Losin' It      | Mírně nezvládám    | Nijla Mu'min     | Laura Kittrell                    | 3. května 2020  | 4. května 2020  |
| 29           | 5         | Lowkey Movin' On      | Mírnej posun vpřed | Stella Meghie    | Syreeta Singleton                 | 10. května 2020 | 11. května 2020 |
| 30           | 6         | Lowkey Done           | Mírně hotová       | Lacey Duke       | Fran Richter                      | 17. května 2020 | 18. května 2020 |
| 31           | 7         | Lowkey Trippin'       | Mírně vyšťavená    | Jay Ellis        | Jason Lew                         | 24. května 2020 | 25. května 2020 |
| 32           | 8         | Lowkey Happy          | Mírně šťastná      | Ava Berkofsky    | Natasha Rothwell                  | 31. května 2020 | 1. června 2020  |
| 33           | 9         | Lowkey Trying         | Mírná snaha        | Kerry Washington | Grace Edwards a Eli Wilson Pelton | 7. června 2020  | 8. června 2020  |
| 34           | 10        | Lowkey Lost           | —                  | Prentice Penny   | Prentice Penny                    | 14. června 2020 | 15. června 2020 |

### Pátá řada (2021)
| Č. v seriálu | Č. v řadě | Původní název               | Český název              | Režie            | Scénář               | Premiéra v USA     | Premiéra v ČR      |
| ------------ | --------- | --------------------------- | ------------------------ | ---------------- | -------------------- | ------------------ | ------------------ |
| 35           | 1         | Reunited, Okay?!            | Zase spolu, jo?!         | Melina Matsoukas | Amy Aniobi           | 24. října 2021     | 25. října 2021     |
| 36           | 2         | Growth, Okay?!              | Rosteme, jo?!            | Mo Marable       | Phil Augusta Jackson | 31. října 2021     | 1. listopadu 2021  |
| 37           | 3         | Pressure, Okay?!            | Pod tlakem, jo?!         | Ava Berkofsky    | Jason Lew            | 7. listopadu 2021  | 8. listopadu 2021  |
| 38           | 4         | Faulty, Okay?!              | Vadný, jo?!              | Mo Marable       | Syreeta Singleton    | 14. listopadu 2021 | 15. listopadu 2021 |
| 39           | 5         | Surviving, Okay?!           | Přežívám, jo?!           | Kerry Washington | Laura Kittrell       | 21. listopadu 2021 | 22. listopadu 2021 |
| 40           | 6         | Tired, Okay?!               | Únava, jo?!              | Natasha Rothwell | Grace Edwards        | 28. listopadu 2021 | 29. listopadu 2021 |
| 41           | 7         | Chillin', Okay?!            | Klídek, jo?!             | Amy Aniobi       | Fran Richter         | 5. prosince 2021   | 6. prosince 2021   |
| 42           | 8         | Choices, Okay?!             | Rozhodování, jo?!        | Kevin Bray       | Eli Wilson Pelton    | 12. prosince 2021  | 13. prosince 2021  |
| 43           | 9         | Out, Okay?!                 | Mizím, jo?!              | Prentice Penny   | Prentice Penny       | 19. prosince 2021  | 20. prosince 2021  |
| 44           | 10        | Everything Gonna Be, Okay?! | Všechno bude dobrý, jo?! | Prentice Penny   | Issa Rae             | 26. prosince 2021  | 27. prosince 2021  |